# Аккуаланья
Аккуаланья (італ. Acqualagna) — муніципалітет в Італії, у регіоні Марке,  провінція Пезаро і Урбіно.
Аккуаланья розташована на відстані близько 195 км на північ від Рима, 70 км на захід від Анкони, 39 км на південний захід від Пезаро, 12 км на південь від Урбіно.
Населення — 4473 особи (2014).
Щорічний фестиваль відбувається 13 грудня. Покровитель — Santa Lucia.

## Демографія
Населення за роками:

Станом на 1 січня 2023 року в муніципалітеті офіційно проживало 289 іноземців з 31 країни, серед них 69 громадян країн Євросоюзу та 4 громадяни України.

## Сусідні муніципалітети
- Кальї
- Ферміньяно
- Урбанія
- Урбіно
- Пйоббіко